# Ласта
Ласта (геэз: ላስታ lāstā) — историческая область в северо-центральной Эфиопии. Именно на её территории находится Лалибэла, бывшая столицей Эфиопии во время правления династии Загве и место нахождения 11 средневековых монолитных церквей.
Согласно Дж. Хантингфорду (G. W. B. Huntingford), первое упоминание о Ласте встречается в XIV веке, хотя очевидно, что люди жили там задолго до того. В XVIII веке францисканец-чех Ремедиус Прутки (Remedius Prutky) назвал Ласту в числе 22 провинций Эфиопии, по-прежнему остающихся под властью императора, но выделил её как одну из шести провинций, которые он считал «крупными и действительно заслуживающими звания царства». По соседству с Ластой, к западу от неё находился Бегемдэр, а к северу — Уаг (Wag).